# WNBA All-Rookie Team
La WNBA All-Rookie Team (équipe des meilleurs débutants) est une récompense annuelle de la WNBA créée en 2005
Elle distingue les cinq meilleures joueuses de la saison régulière dont c’est la première saison dans la ligue. Le palmarès est établi par un vote des entraîneurs. Ils choisissent de manière ordonnée cinq joueuses des équipes autres que la leur. En cas d’égalité, il peut y avoir plus de cinq nommées. Il n’est tenu aucun compte des positions.
Candace Parker des Sparks de Los Angeles est la seule rookie à avoir été élue également meilleure joueuse de la saison WNBA la même saison, tout comme en NBA, les seuls Wes Unseld et Wilt Chamberlain.

## Palmarès

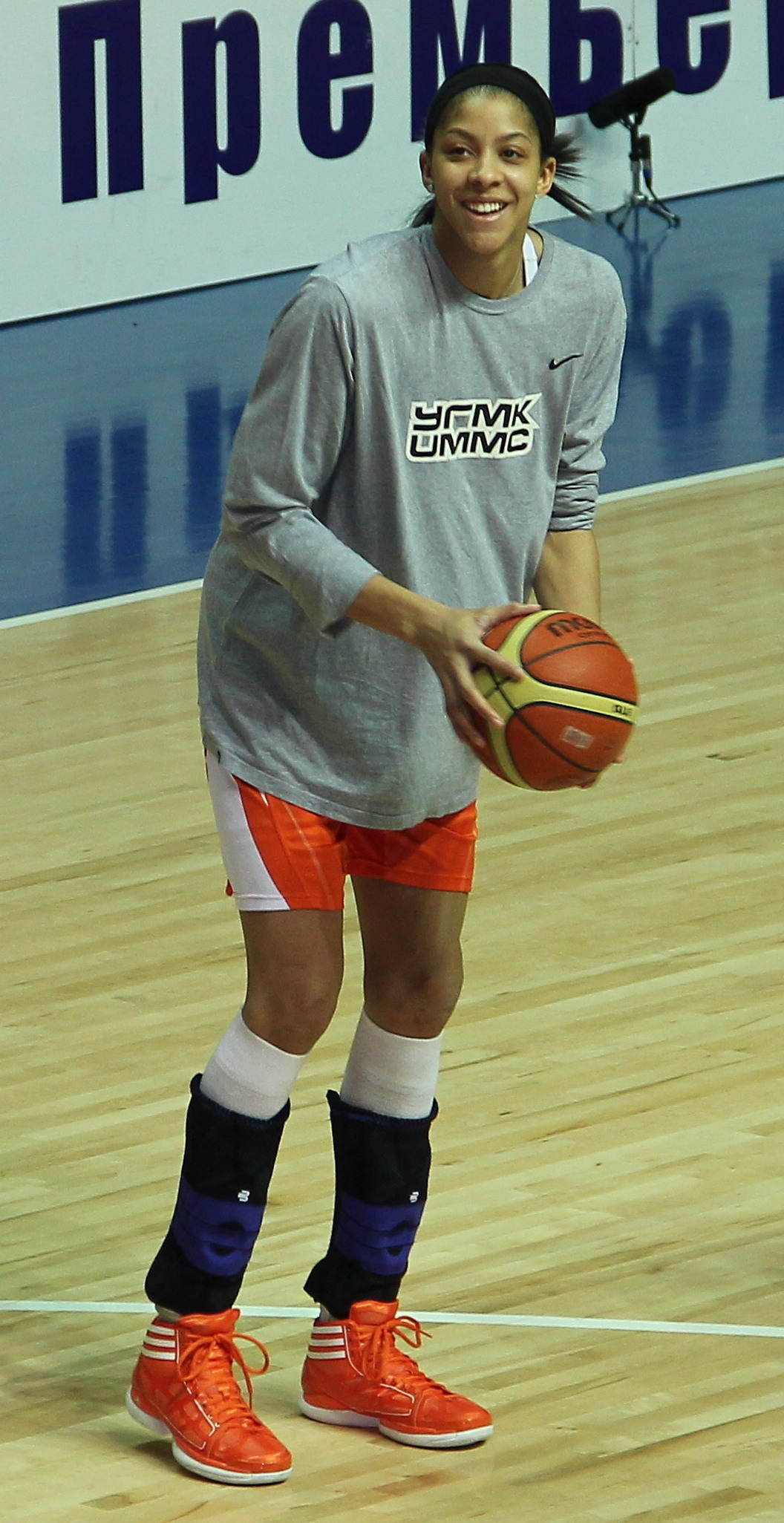
Candace Parker, Rookie de l'année et MVP 2008.

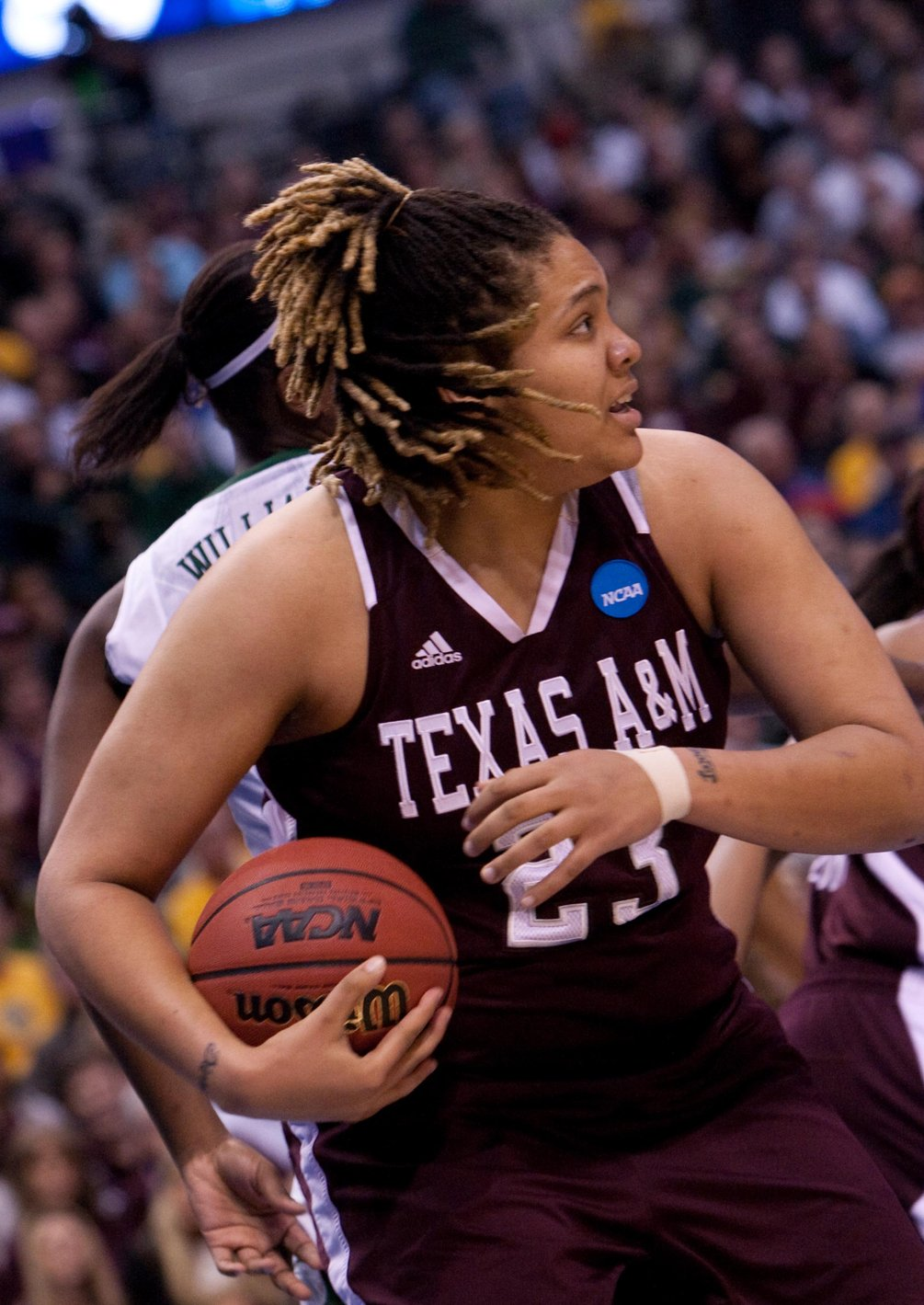
Danielle Adams, de la draft 2011 et 4e de la Rookie Team.

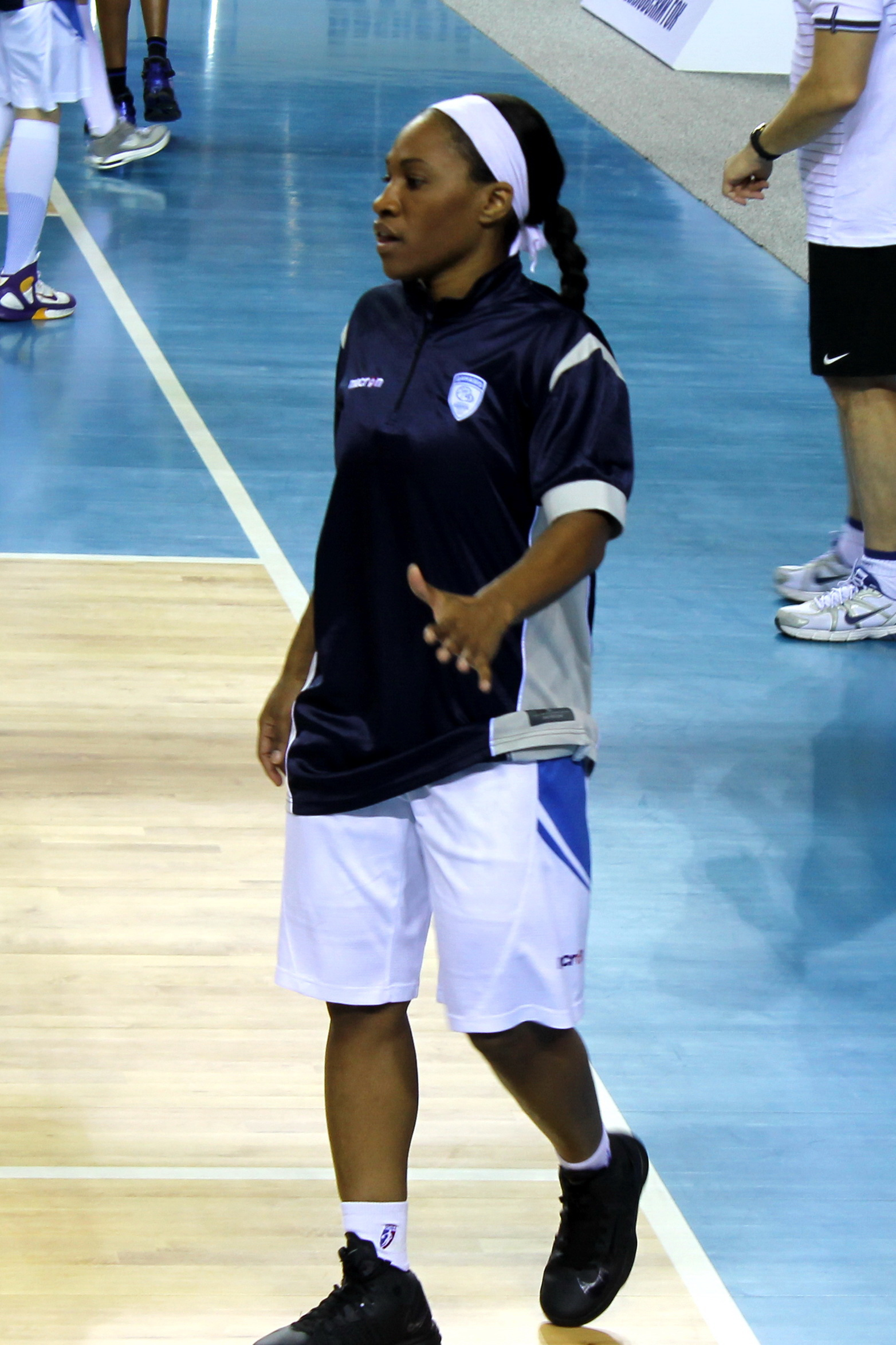
Avec son petit 1,60 m, Temeka Johnson créée la surprise en 2005.

|                       | Introduit aux Basketball Hall of Fame                                        |
|                       | Introduit aux Women's Basketball Hall of Fame                                |
|                       | Introduit aux Basketball Hall of Fame et aux Women's Basketball Hall of Fame |
|                       | Joueuse étant toujours en activité à la WNBA                                 |
| Joueuse (en gras)     | Indique les joueuses ayant remporté le titre de WNBA Rookie of the Year      |
| Joueuse (en italique) | Indique les joueuses qui ont été sélectionnés en premier choix de la draft   |

| Saison |                          |                             |
| Saison | First team               | First team                  |
| Saison | Players                  | Équipes                     |
| ------ | ------------------------ | --------------------------- |
| 2005   | Temeka Johnson           | Mystics de Washington       |
| 2005   | Kara Braxton             | Shock de Détroit            |
| 2005   | Katie Feenstra           | Silver Stars de San Antonio |
| 2005   | Tan White                | Fever de l'Indiana          |
| 2005   | Chelsea Newton           | Monarchs de Sacramento      |
| 2006   | Seimone Augustus         | Lynx du Minnesota           |
| 2006   | Cappie Pondexter         | Mercury de Phoenix          |
| 2006   | Candice Dupree           | Sky de Chicago              |
| 2006   | Sophia Young             | Silver Stars de San Antonio |
| 2006   | Monique Currie           | Sting de Charlotte          |
| 2007   | Armintie Price           | Sky de Chicago              |
| 2007   | Sidney Spencer           | Sparks de Los Angeles       |
| 2007   | Lindsey Harding          | Lynx du Minnesota           |
| 2007   | Camille Little           | Silver Stars de San Antonio |
| 2007   | Marta Fernández          | Sparks de Los Angeles       |
| 2008   | Candace Parker           | Sparks de Los Angeles       |
| 2008   | Candice Wiggins          | Lynx du Minnesota           |
| 2008   | Sylvia Fowles            | Sky de Chicago              |
| 2008   | Nicky Anosike            | Lynx du Minnesota           |
| 2008   | Matee Ajavon             | Comets de Houston           |
| 2008   | Amber Holt               | Sun du Connecticut          |
| 2009   | Angel McCoughtry         | Dream d'Atlanta             |
| 2009   | DeWanna Bonner           | Mercury de Phoenix          |
| 2009   | Shavonte Zellous         | Shock de Détroit            |
| 2009   | Renee Montgomery         | Lynx du Minnesota           |
| 2009   | Marissa Coleman          | Mystics de Washington       |
| 2010   | Tina Charles             | Sun du Connecticut          |
| 2010   | Monica Wright            | Lynx du Minnesota           |
| 2010   | Epiphanny Prince         | Sky de Chicago              |
| 2010   | Kelsey Griffin           | Sun du Connecticut          |
| 2010   | Kalana Greene            | Liberty de New York         |
| 2011   | Maya Moore               | Lynx du Minnesota           |
| 2011   | Danielle Robinson        | Silver Stars de San Antonio |
| 2011   | Courtney Vandersloot     | Sky de Chicago              |
| 2011   | Danielle Adams           | Silver Stars de San Antonio |
| 2011   | Liz Cambage              | Shock de Tulsa              |
| 2012   | Nneka Ogwumike           | Sparks de Los Angeles       |
| 2012   | Glory Johnson            | Shock de Tulsa              |
| 2012   | Tiffany Hayes            | Dream d'Atlanta             |
| 2012   | Samantha Prahalis        | Mercury de Phoenix          |
| 2012   | Riquna Williams          | Shock de Tulsa              |
| 2013   | Elena Delle Donne        | Sky de Chicago              |
| 2013   | Brittney Griner          | Mercury de Phoenix          |
| 2013   | Alex Bentley             | Dream d'Atlanta             |
| 2013   | Kelsey Bone              | Liberty de New York         |
| 2013   | Skylar Diggins           | Shock de Tulsa              |
| 2014   | Chiney Ogwumike          | Sun du Connecticut          |
| 2014   | Odyssey Sims             | Shock de Tulsa              |
| 2014   | Kayla McBride            | Stars de San Antonio        |
| 2014   | Bria Hartley             | Mystics de Washington       |
| 2014   | Alyssa Thomas            | Sun du Connecticut          |
| 2015   | Jewell Loyd              | Storm de Seattle            |
| 2015   | Kiah Stokes              | Liberty de New York         |
| 2015   | Brittany Boyd            | Liberty de New York         |
| 2015   | Ramu Tokashiki           | Storm de Seattle            |
| 2015   | Natalie Achonwa          | Fever de l'Indiana          |
| 2015   | Ana Dabović              | Sparks de Los Angeles       |
| 2016   | Breanna Stewart          | Storm de Seattle            |
| 2016   | Moriah Jefferson         | Stars de San Antonio        |
| 2016   | Aerial Powers            | Wings de Dallas             |
| 2016   | Tiffany Mitchell         | Fever de l'Indiana          |
| 2016   | Imani Boyette            | Sky de Chicago              |
| 2017   | Allisha Gray             | Wings de Dallas             |
| 2017   | Kelsey Plum              | Stars de San Antonio        |
| 2017   | Brittney Sykes           | Dream d'Atlanta             |
| 2017   | Kaela Davis              | Wings de Dallas             |
| 2017   | Shatori Walker-Kimbrough | Mystics de Washington       |
| 2018   | A'ja Wilson              | Aces de Las Vegas           |
| 2018   | Ariel Atkins             | Mystics de Washington       |
| 2018   | Diamond DeShields        | Sky de Chicago              |
| 2018   | Azurá Stevens            | Wings de Dallas             |
| 2018   | Kelsey Mitchell          | Fever de l'Indiana          |
| 2019   | Napheesa Collier         | Lynx du Minnesota           |
| 2019   | Teaira McCowan           | Fever de l'Indiana          |
| 2019   | Arike Ogunbowale         | Wings de Dallas             |
| 2019   | Brianna Turner           | Mercury de Phoenix          |
| 2019   | Jackie Young             | Aces de Las Vegas           |
| 2020   | Crystal Dangerfield      | Lynx du Minnesota           |
| 2020   | Julie Allemand           | Fever de l'Indiana          |
| 2020   | Satou Sabally            | Wings de Dallas             |
| 2020   | Chennedy Carter          | Mercury de Phoenix          |
| 2020   | Jazmine Jones            | Liberty de New York         |
| 2021   | Michaela Onyenwere       | Liberty de New York         |
| 2021   | DiDi Richards            | Liberty de New York         |
| 2021   | Aari McDonald            | Dream d'Atlanta             |
| 2021   | Charli Collier           | Mercury de Phoenix          |
| 2021   | Dana Evans               | Sky de Chicago              |
| 2022   | Rhyne Howard             | Dream d'Atlanta             |
| 2022   | NaLyssa Smith            | Fever de l'Indiana          |
| 2022   | Shakira Austin           | Mystics de Washington       |
| 2022   | Queen Egbo               | Fever de l'Indiana          |
| 2022   | Rebekah Gardner          | Sky de Chicago              |
| 2023   | Aliyah Boston            | Fever de l'Indiana          |
| 2023   | Diamond Miller           | Lynx du Minnesota           |
| 2023   | Dorka Juhâsz             | Lynx du Minnesota           |
| 2023   | Jordan Horston           | Storm de Seattle            |
| 2023   | Li Meng                  | Mystics de Washington       |
| 2024   | Caitlin Clark            | Fever de l'Indiana          |
| 2024   | Rickea Jackson           | Sparks de Los Angeles       |
| 2024   | Angel Reese              | Sky de Chicago              |
| 2024   | Kamilla Cardoso          | Sky de Chicago              |
| 2024   | Leonie Fiebich           | Liberty de New York         |

Parmi les joueuses les joueuses draftées après le second tour : Crystal Dangerfield (16e choix), Danielle Adams (20e choix), Leonie Fiebich et Chelsea Newton (22e choix), Sidney Spencer (25e choix), Julie Allemand (33e choix)...
Avec 2020 où Sabrina Ionescu est blessée tôt dans la saison, l'année 2005 est la seule où le premier choix de la draft Janel McCarville ne figure pas parmi les cinq meilleures rookies.
La draft WNBA 2021 est considérée comme la plus faible de l'histoire de la draft WNBA. Hormis Onyenwere, aucune des autres rookies de la sélection n'a joué plus de 17 minutes par rencontre. Les 8,6 points en 22,5 minutes sont une des plus faibles moyennes d'une rookie de l'année.
Mystics, Lynx, Sun, Storm, Wings et Sparks sont les seules franchises dont les joueuses ont remporté deux fois le trophée de la meilleure rookie.